# Spring Lake, North Carolina
Spring Lake är en ort i Cumberland County i delstaten North Carolina, USA.